# Moma aprilina
Moma aprilina är en fjärilsart som beskrevs av Ignaz Schiffermüller 1775. Moma aprilina ingår i släktet Moma och familjen Pantheidae. Inga underarter finns listade i Catalogue of Life.